# Gernot Vogel
Gernot Vogel (* 14. Juni 1963 in Heidelberg) ist ein deutscher Herpetologe.

## Leben
Vogel ist promovierter Doktor der Chemie an der Ruprecht-Karls-Universität Heidelberg. Seit 2007 arbeitet er bei der Heidelberger Firma Rifcon GmbH in der Qualitätssicherung, wo er sich mit der chemischen und physikalischen Bewertung von Pflanzenschutzmitteln und deren Auswirkungen auf Reptilien befasst.
Vogels Karriere als Herpetologe wurde durch ein Treffen mit Konrad Klemmer vom Senckenberg Naturmuseum angestoßen. Seit 1985 arbeitet er als freiberuflicher Herpetologe in der Orientalis. Im April 1990 erschien in der Zeitschrift herpetofauna sein erster Artikel über die Bronzenattern (Dendrelaphis) Thailands. Während seiner herpetologischen Feldexkursionen bereiste Vogel China, Indien, Malaysia, Sumatra, Thailand, Vietnam, Laos, Philippinen, Frankreich, Jugoslawien, Türkei, Griechenland und Tunesien. Vogel arbeitet häufig mit internationalen Herpetologen zusammen, darunter mit dem Franzosen Patrick David an der Forschung über die Gattungen Xenochropis, Oligodon, Trimeresurus, Tropidolaemus, Amphiesma, Macrocalamus und Boiga sowie in Zusammenarbeit mit dem Niederländer Johan van Rooijen an den Erstbeschreibungen von zehn neuen Arten der Gattung Dendrelaphis und der Revalidierung zahlreicher alter Namen.
Vogel ist Co-Autor der Bücher The Amphibians and Reptiles of Mount Kinabalu (North Borneo) mit Rudolf Malkmus, Ulrich Manthey, Peter Hoffmann und Joachim Kosuch, The Snakes of Sumatra mit Patrick David und The Snakes of Sulawesi mit Ruud de Lang. Daneben ist er Herausgeber der Reihe Terralog über Giftschlangen.

## Erstbeschreibungen von Gernot Vogel
Vogel war an den Erstbeschreibungen von folgenden Gattungen und Arten beteiligt. Bis auf den Gecko Dixonius hangseesom sind allesamt Schlangen:
- Trimeresurus venustus Vogel, 1991
- Macrocalamus schulzi Vogel & David, 1999
- Trimeresurus gumprechti David, Vogel, Pauwels & Vidal, 2002
- Dixonius hangseesom Bauer, Sumontha, Grossmann, Pauwels & Vogel, 2004
- Trimeresurus nebularis Vogel, David & Pauwels, 2004
- Craspedocephalus andalasensis (David, Vogel, Vijayakumar & Vidal, 2006)
- Dendrelaphis kopsteini Vogel & van Rooijen, 2007
- Hebius leucomystax (David, Bain, Quang Truong, Orlov, Vogel, Ngoc Thanh & Ziegler, 2007)
- Dendrelaphis haasi van Rooijen & Vogel, 2008
- Dendrelaphis underwoodi van Rooijen & Vogel, 2008
- Dendrelaphis marenae Vogel & van Rooijen, 2008
- Dendrelaphis grismeri Vogel & van Rooijen, 2008
- Oligodon saintgironsi David, Vogel & Pauwels, 2008
- Oligodon pseudotaeniatus David, Vogel & van Rooijen, 2008
- Oligodon deuvei David, Vogel & van Rooijen, 2008
- Oligodon moricei David, Vogel & van Rooijen 2008
- Lycodon ophiophagus Vogel, David, Pauwels, Sumontha, Norval, Hendrix, Vu, Ziegler, 2010
- Hebius arquus (David & Vogel, 2010)
- Lycodon synaptor Vogel & David, 2010
- Dendrelaphis ashoki Vogel & van Rooijen, 2011
- Lycodon gongshan Vogel & Luo, 2011
- Dendrelaphis walli Vogel & van Rooijen, 2011
- Lycodon liuchengchaoi Zhang, Jiang, Vogel & Rao, 2011
- Dendrelaphis girii Vogel & van Rooijen, 2011
- Oligodon wagneri David & Vogel, 2012
- Dendrelaphis levitoni van Rooijen & Vogel, 2012
- Dendrelaphis nigroserratus Vogel, van Rooijen & Hauser, 2012
- Lycodon davidi Vogel, Nguyen, Kingsada & Ziegler, 2012
- Boiga flaviviridis Vogel & Ganesh, 2013
- Protobothrops himalayanus Pan, Chettri, Yang, Jiang, Wang, Zhang & Vogel, 2013
- Opisthotropis durandi Tenié, Lottier, David, Nguyen & Vogel, 2014
- Trimeresurus gunaleni Vogel, David & Sidik, 2014
- Pareas vindumi Vogel, 2015
- Isanophis David, Pauwels, Nguyen & Vogel, 2015
- Rabdion grovesi Amarasinghe, Vogel, McGuire, Sidik, Supriatna & Ineich, 2015
- Blythia hmuifang Vogel, Lalremsanga & Vanlalhrima, 2017
- Lycodon gibsonae Vogel & David, 2019
- Liopeltis pallidonuchalis Poyarkov, Nguyen & Vogel, 2019
- Calamaria strigiventris Poyarkov, Nguyen, Orlov & Vogel, 2019
- Trimeresurus caudornatus Chen, Ding, Vogel & Shi, 2020
- Dendrelaphis wickrorum Danushka, Kanishka, Amarasinghe, Vogel & Seneviratne, 2020
- Smithophis linearis Vogel, Chen, Deepak, Gower, Shi, Ding & Hou, 2020
- Lycodon deccanensis Ganesh, Deuti, Punith, Achyuthan, Mallik, Adhikari & Vogel, 2020
- Trimeresurus davidi Chandramouli, Campbell & Vogel, 2020
- Pareas geminatus Ding, Chen, Suwannapoom, Nguyen, Poyarkov & Vogel, 2020
- Lycodon serratus Wang, Yu, Vogel & Che, 2020
- Lycodon obvelatus Wang, Yu, Vogel & Che, 2020
- Hebius igneus David, Vogel, Nguyen, Orlov, Pauwels, Teynié & Ziegler, 2021
- Pareas victorianus Vogel, Nguyen & Poyarkov, 2021
- Bungarus suzhenae Chen, Shi, Vogel, Ding & Shi, 2021
- Oligodon tolaki Amarasinghe, Henkanaththegedara, Campbell, Riyanto, Hallermann & Vogel, 2021
- Trimeresurus guoi Chen, Shi, Vogel & Ding, 2021
- Rhabdophis confusus David & Vogel, 2021
- Pareas abros Poyarkov, Nguyen, Pawangkhanant, Yushchenko, Brakels, Nguyen, Nguyen, Suwannapoom, Orlov & Vogel, 2022
- Oligodon tillacki Bandara, Ganesh, Kanishka, Danushka, Sharma, Campbell, Ineich, Vogel & Amarasinghe, 2022
- Oligodon teyniei David, Hauser & Vogel, 2022
- Herpetoreas murlen Lalremsanga, Bal, Vogel & Biakzuala, 2022
- Trimeresurus calamitas Vogel, David & Sidik, 2022
- Trimeresurus kirscheyi Vogel, David & Sidik, 2022
- Trimeresurus whitteni Vogel, David & Sidik, 2022
- Naja fuxi Shi, Vogel, Chen & Ding, 2022
- Pareas tigerinus Liu, Zhang, Poyarkov, Hou, Wu, Rao, Nguyen & Vogel, 2023
- Trimeresurus uetzi Vogel, Nguyen & David, 2023
- Trimeresurus cyanolabris Idiiatullina, Nguyen, Bragin, Pawangkhanant, Le, Vogel, David & Poyarkov, 2024

## Dedikationsnamen
Nach Gernot Vogel sind die Arten Trimeresurus vogeli David, Vidal & Pauwels, 2001, Macrocalamus vogeli David & Pauwels, 2005 und Dendrelaphis vogeli Jiang, Guo, Ren & Li, 2020 benannt.